# Artemis Fowl (roman)
Cet article concerne le premier tome de la série du même nom. Pour l'article général sur la série, voir Artemis Fowl. Pour le personnage principal de cette série, voir Artemis Fowl (personnage).
Artemis Fowl est le premier livre de la série littéraire Artemis Fowl, écrite par Eoin Colfer.

## Résumé
Artemis Fowl, jeune irlandais de douze ans, extrêmement intelligent, découvre l'existence du Peuple des Fées, une population secrète de la planète vivant sous terre.
Accompagné de son garde du corps Butler, Artemis tente de récupérer le Livre, une sorte de bible que chaque fée porte sur elle. Artemis parvient à l'obtenir auprès d'une fée cachée à Hô Chi Minh-Ville. Après l'avoir traduit depuis le gnomique, langue des fées, il entreprend d'en capturer une.
Holly Short, capitaine des Forces Armées de Régulation des fées (les FAR), est envoyée en surface pour arrêter un troll échappé. L'opération manque de tourner au désastre, alors que Holly n'a plus de réserves magiques. Elle s'envole donc vers l'Irlande, afin d'accomplir le Rituel qui lui permettra de retrouver son potentiel magique, et va devenir la cible d'Artemis.
Artemis parvient à capturer Holly, en échappant à son mesmer grâce à des lunettes réfléchissantes. Julius Root, commandant des FAR, avec l'aide technique du centaure Foaly, la localise dans un baleinier. Arrivé sur place, il tombe dans un piège tendu par Artemis. Les FAR encerclent alors le manoir des Fowl et suspendent le temps autour de la zone afin de pouvoir libérer la prisonnière. Butler neutralise seul tout le commando de Récupération censé infiltrer la place. Artemis demande une rançon de 24 carats d'or.
Les FAR décident d'envoyer un voleur nain, Mulch Diggums, pour sauver Holly. Au même moment, celle-ci parvient à terminer le Rituel et à se libérer. Mulch découvre qu'Artemis possède une copie du Livre, que Holly est vivante mais échoue dans sa mission : les fées doivent se plier aux ordres des humains et Artemis lui a ordonné de rester dans le manoir. Butler finit par rattraper Mulch, celui-ci décide alors de prendre le large et dissimule sa fuite aux FAR en se faisant passer pour mort. 
À la suite de l'échec de Root, Briar Cudgeon, un lieutenant des FAR sans scrupules, prend le commandement temporaire des opérations. Il décide d'envoyer le troll récemment capturé à l'intérieur du manoir. Le troll blesse gravement Butler, sauvé de justesse par Holly. Elle le soigne, et Butler décide de combattre le troll au corps à corps. Après la victoire du garde du corps, Holly lui demande d'épargner la bête. Les FAR décident d'envoyer l'or à Artemis, suivi d'une biobombe anéantissant toute vie dans le manoir.
Artemis demande alors à Holly de soigner sa mère en échange de la moitié de l'or (Mulch en vole une partie avant de disparaître à nouveau). La biobombe est envoyée. Mais Artemis parvient à échapper à la suspension temporelle (en se plongeant de force dans le sommeil) et de fait, à la bombe : il a gagné face au Peuple. La mère d'Artemis arrive et Artemis pense qu'il a fait le mauvais choix.

## Texte caché
Une frise, constituée de divers petits symboles, court sur le bas des pages de la version originale française (édition Gallimard Jeunesse). Il s'agit d'une inscription en gnomique, langage utilisé par les membres du monde magique vivant dans les entrailles de la Terre. Le décodage de l'alphabet gnomique est donné dans l'ouvrage Le Dossier Artemis Fowl, ainsi que sur le site officiel de la série Artemis Fowl. Ainsi, en remplaçant un symbole par une lettre de l'alphabet latin, on trouve le message suivant : « Artemis Fowl, un génie, un bandit d'exception, un millionnaire et il n'a que douze ans ». On retrouve aussi ce message sur la première de couverture de l'ouvrage.

## Éditions
- Traduction : Jean-François Ménard.
- Première édition française : 
  - Éditions Gallimard Jeunesse, collection Hors série Littérature, le 15 septembre 2001, format Broché, 356 pages  (ISBN 2070546810).
- Édition poche :
  - Éditions Gallimard, collection Folio Junior, le 17 juin 2004, 364 pages  (ISBN 2070552500).